# 獣のように
『獣のように』（けもののように）は、かわぐちかいじによる日本の漫画作品。双葉社『漫画アクション』にて連載された。単行本は全6巻。
1990年・1992年に東映Vシネマ化（3作品）された。

## 主な登場人物
竹田 健次
関東暴力団・青天会構成員。竜三と共にこの世界で伸し上がっていこうと野望を秘めている。
朝比奈竜三
関東暴力団・青天会構成員。健次の兄貴分。
桂木 桃子
竜三のかつての兄貴分・桂木源二の妹。　
桂木 源二　
関東暴力団・青天会系桂木組組長。桃子の兄。竜三の兄貴分。
黒崎 和臣
関東暴力団・青天会専務理事・黒崎組組長。
立花 千秋
関東暴力団・六本木聖獣会のトップ。女組長。
杉谷ヨーコ
関東暴力団・青天会三代目会長・杉谷敏夫と菊子の娘。
杉谷 敏夫
関東暴力団・青天会三代目会長。菊子の夫で、ヨーコの父親。
杉谷 菊子
関東暴力団・青天会会長代行。三代目の正妻で、ヨーコの母親。
天神
関西暴力団・大阪浪花K会傘下港K興業組長。
矢沢 憲吾
関東暴力団・六本木聖獣会のトップ。９ボール世界大会２位の実力の持ち主。
ビッグ・スタドラー
関東暴力団・六本木聖獣会のトップ。アメリカビリヤード界の帝王で､９ボールの現役世界チャンピオン。

## オリジナルビデオ

### 獣のように（1990年）

#### キャスト
- 竹田健次：清水宏次朗
- 桂木桃子：国生さゆり
- 杉谷遙子：山咲千里
- 杉谷幸枝：三ツ矢歌子（友情出演）
- 黒崎和臣：綿引勝彦
- 桂木源一：ジョニー大倉
- 朝比奈竜三：本田博太郎
- 山田辰夫
- 小沢仁志
- 吉中六
- 吉田淳
- いしだまさお
- 島田由香
- 渡辺哲
- 中島元

#### スタッフ
- 監督：岡康季
- 脚本：坂田義和、大工原正泰
- 撮影：林兆
- 製作：東映ビデオ、サムエンタープライズ、G・カンパニー

### 続・獣のように（1990年）

#### キャスト
- 竹田健次：清水宏次朗
- 桂木桃子：国生さゆり
- 杉谷遙子：山咲千里
- 杉谷幸枝：三ツ矢歌子（友情出演）
- 朝比奈竜三：本田博太郎
- 片桐竜次
- 山西道広
- 鶴田忍
- 五代高之

#### スタッフ
- 監督：岡康季
- 脚本：大工原正泰
- 撮影：林兆
- 製作：東映ビデオ、サムエンタープライズ、G・カンパニー

### 獣のように 完結編（1992年）

#### キャスト
- 竹田健次：清水宏次朗
- 竹田桃子：国生さゆり
- 杉谷遙子：山咲千里
- 湯江健幸
- 豊川悦司
- 上田耕一
- 須藤正裕
- 大杉漣
- 吉澤健

#### スタッフ
- 監督：斉藤信幸
- 脚本：斉藤信幸、加藤正人
- 撮影：野田悌男
- 音楽：小川哲夫
- 製作：東映ビデオ、サムエンタープライズ、G・カンパニー